# Gare du boulevard Masséna
La gare du boulevard Masséna  est une gare ferroviaire française fermée des lignes de Paris-Austerlitz à Bordeaux-Saint-Jean et d'Auteuil-Boulogne à La Râpée (Petite Ceinture). Elle est située boulevard du Général-d'Armée-Jean-Simon à l'entrée du pont Masséna, dans le 13e arrondissement de Paris en région Île-de-France.
C'était une gare d'échange, dénommée « Orléans-Ceinture », mise en service en 1867 par la Compagnie des chemins de fer de l'Ouest. Après la fermeture de la Petite Ceinture, elle est desservie par les trains de banlieue, de la gare d'Austerlitz, remplacés quelques années plus tard par ceux de la ligne C du RER d'Île-de-France.
Elle est fermée fin 2000 lors de l'ouverture de la gare de la Bibliothèque François-Mitterrand. Un projet de reconversion en restaurant bio est envisagé en 2016.

## Situation ferroviaire
Établie à 34 mètres d'altitude, la gare du boulevard Masséna est située au point kilométrique (PK) 2,116 de la ligne de Paris-Austerlitz à Bordeaux-Saint-Jean, entre les gares de Bibliothèque François-Mitterrand et d'Ivry-sur-Seine.
Avant 1934, la gare d'échange, dénommée alors Orléans-Ceinture, était également située au PK 18,237 de la ligne d'Auteuil-Boulogne à La Râpée (Petite Ceinture), entre les gares voyageurs de Maison-Blanche et de La Rapée-Bercy.

## Histoire

### Gare d'Orléans-Ceinture

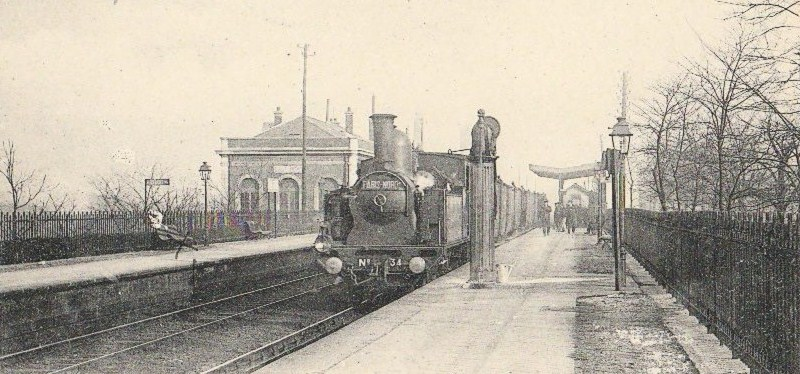
La gare et la Petite Ceinture vers 1900.

La gare d'Orléans-Ceinture est mise en service le 25 février 1867 par la Compagnie des chemins de fer de l'Ouest (Ouest), lorsqu'elle ouvre à l'exploitation la section Rive Gauche de la ligne de Petite Ceinture. C'est alors une gare d'échange avec un bâtiment voyageurs établi à proximité des voies de la ligne de Ceinture avant le pont, du boulevard Masséna, qui passe au-dessus des voies de la ligne de Paris à Orléans. Elle dispose donc également de quais sur la ligne de la Compagnie du chemin de fer de Paris à Orléans (PO),.
Elle sera une gare d'échange entre ces deux lignes jusqu'à la fermeture de la ligne de Ceinture le 22 juillet 1934. Elle devient alors une gare pour trains de banlieue, de la ligne de la Compagnie d'Orléans jusqu'en 1938, puis de la Société nationale des chemins de fer français (SNCF),.

### Gare du boulevard Masséna
À la fin des années 1970, elle est renommée « Masséna » lorsqu'elle devient une station de la ligne C du RER d'Île-de-France. Le bâtiment est alors fortement remanié.
Elle est fermée à la desserte voyageurs le 3 décembre 2000, peu après une heure du matin. Elle est remplacée par la gare de la Bibliothèque François-Mitterrand. Cette fermeture est due à la faible distance, moins de 300 mètres, entre les extrémités des quais de l'ancienne et de la nouvelle gare.
Cependant, les quais RER sont maintenus en l'état, au cas où une réouverture le justifierait. Les quais de la Petite Ceinture et une partie de la voie furent cependant détruits.

## Patrimoine ferroviaire
L'ancien bâtiment voyageurs de « type Ouest », édifié par la Compagnie de l'Ouest en 1867, est racheté à la SNCF en 2009 par la Ville de Paris qui a en projet de le réaffecter en un lieu consacré aux arts de la rue, du cirque et de la marionnette. Mais depuis le bâtiment est à l'abandon et abondamment tagué.

### Projet de réhabilitation
En 2016, l'opération d'urbanisme « Réinventer Paris » prévoit la réhabilitation du bâtiment et sa transformation en lieu de production agricole et de restauration bio.
Le permis de construire du projet, baptisé « Réalimenter Masséna », est finalement validé le 22 avril 2021 après des délais plus longs que prévu pour obtenir les engagements nécessaires de la SNCF et de la RATP, partenaires du projet.

Le bâtiment voyageurs
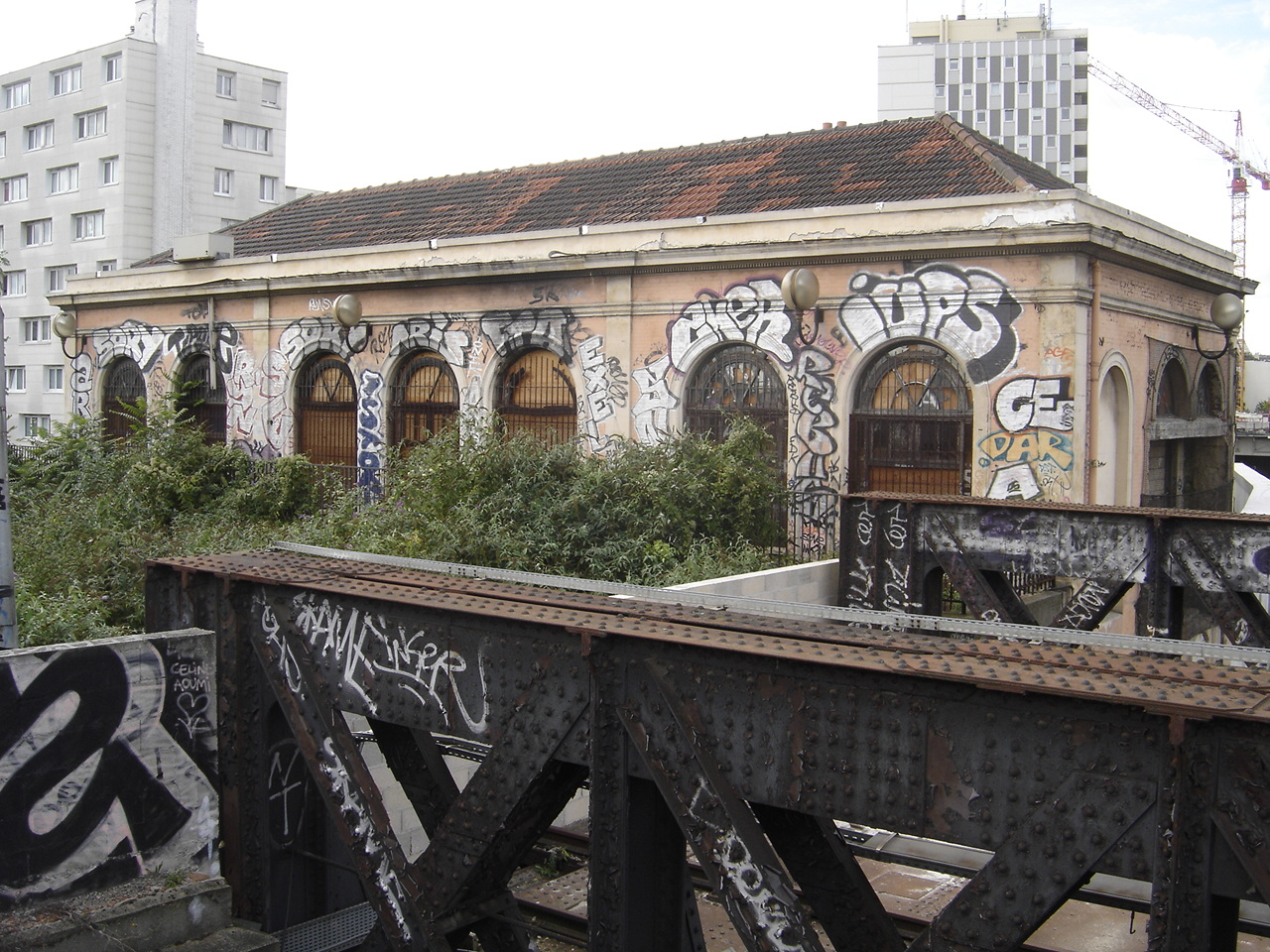
En 2007.
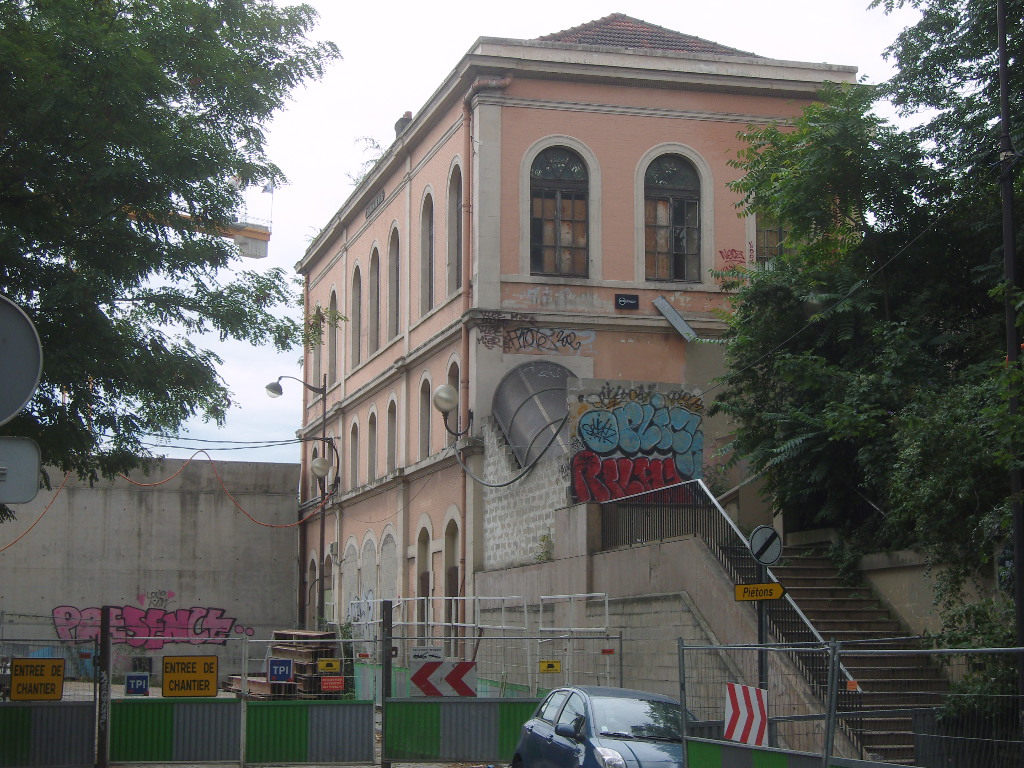
En 2010.
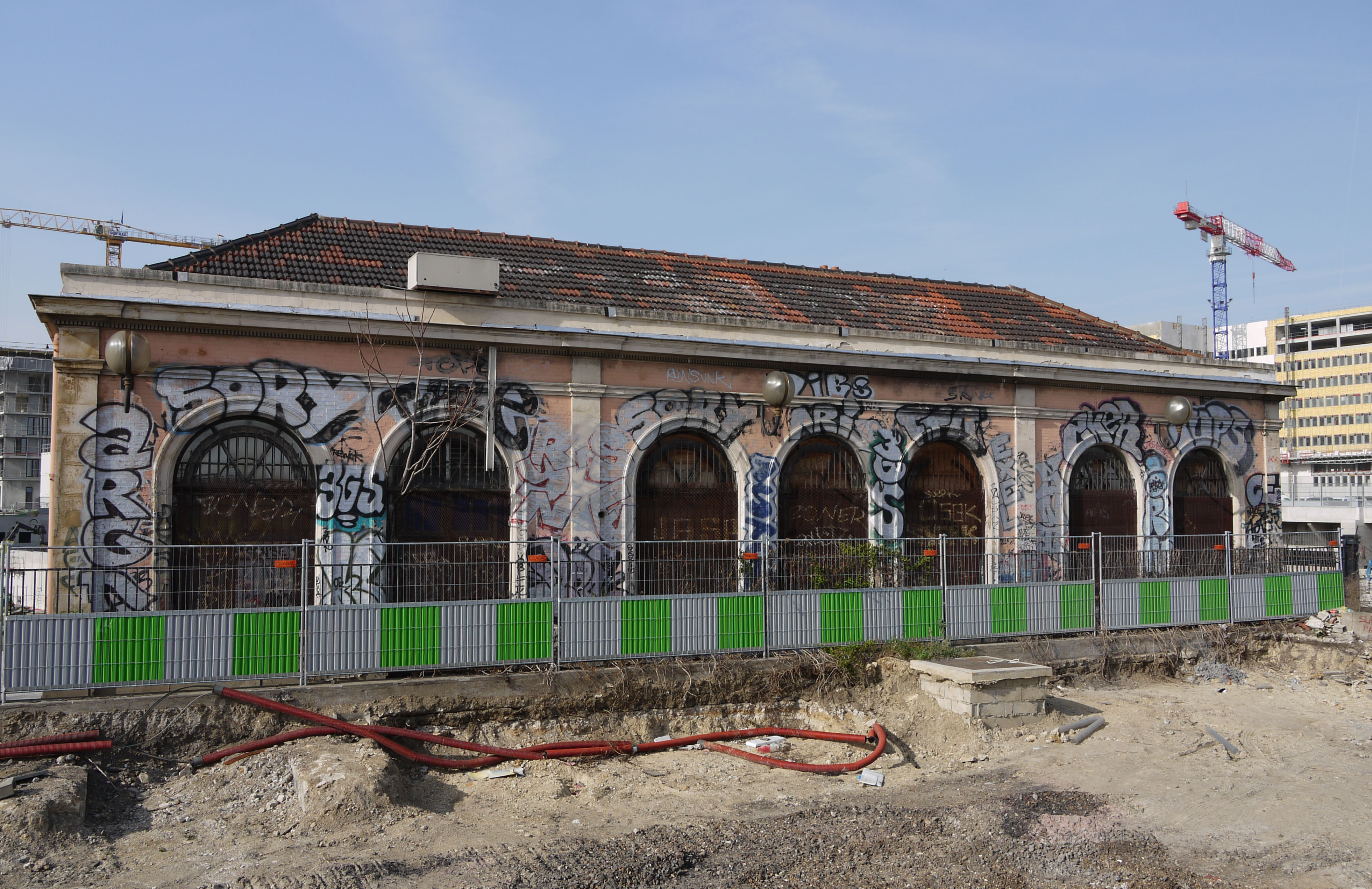
En 2012.
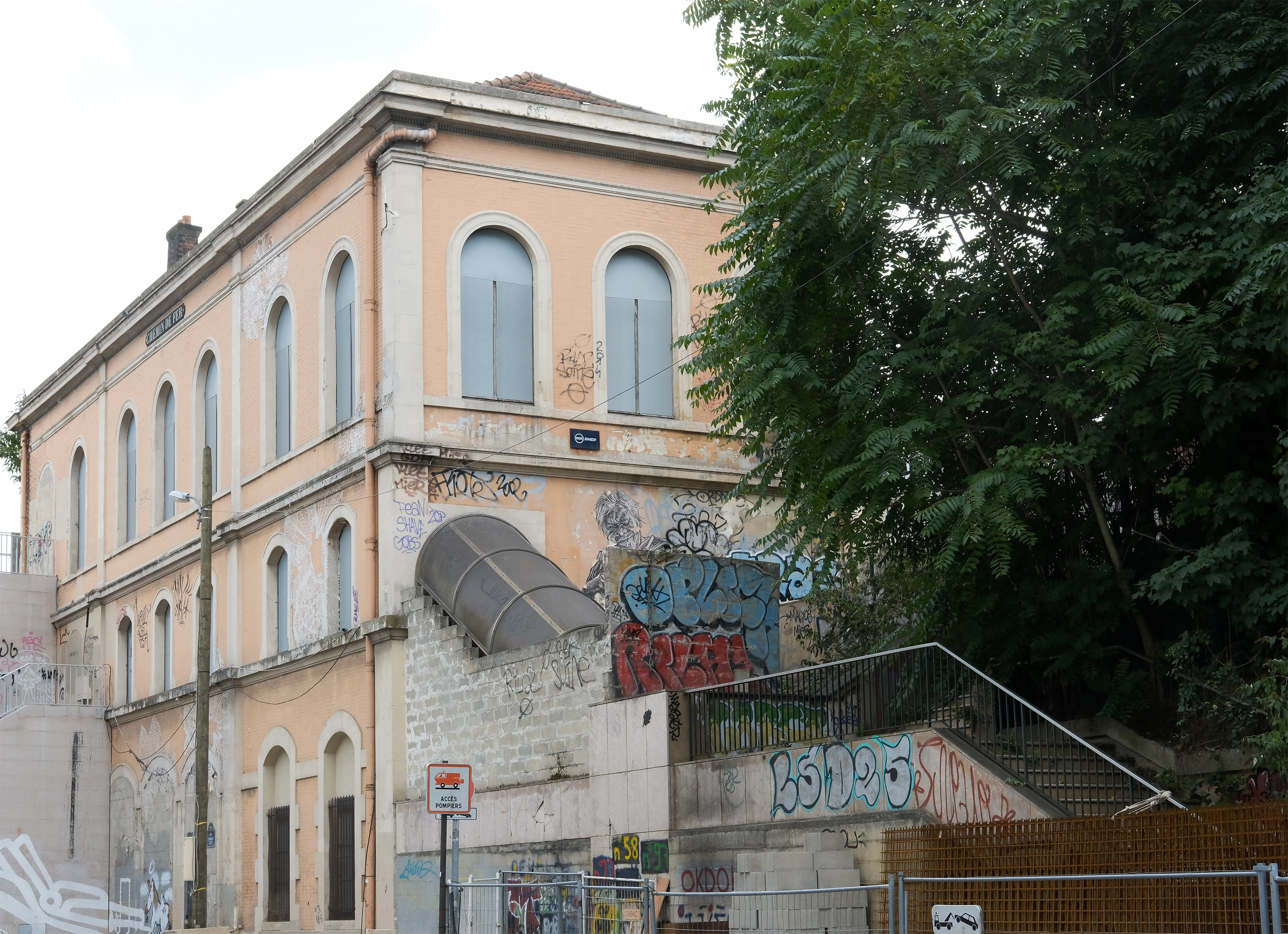
En 2017.

Les quais et leurs accès
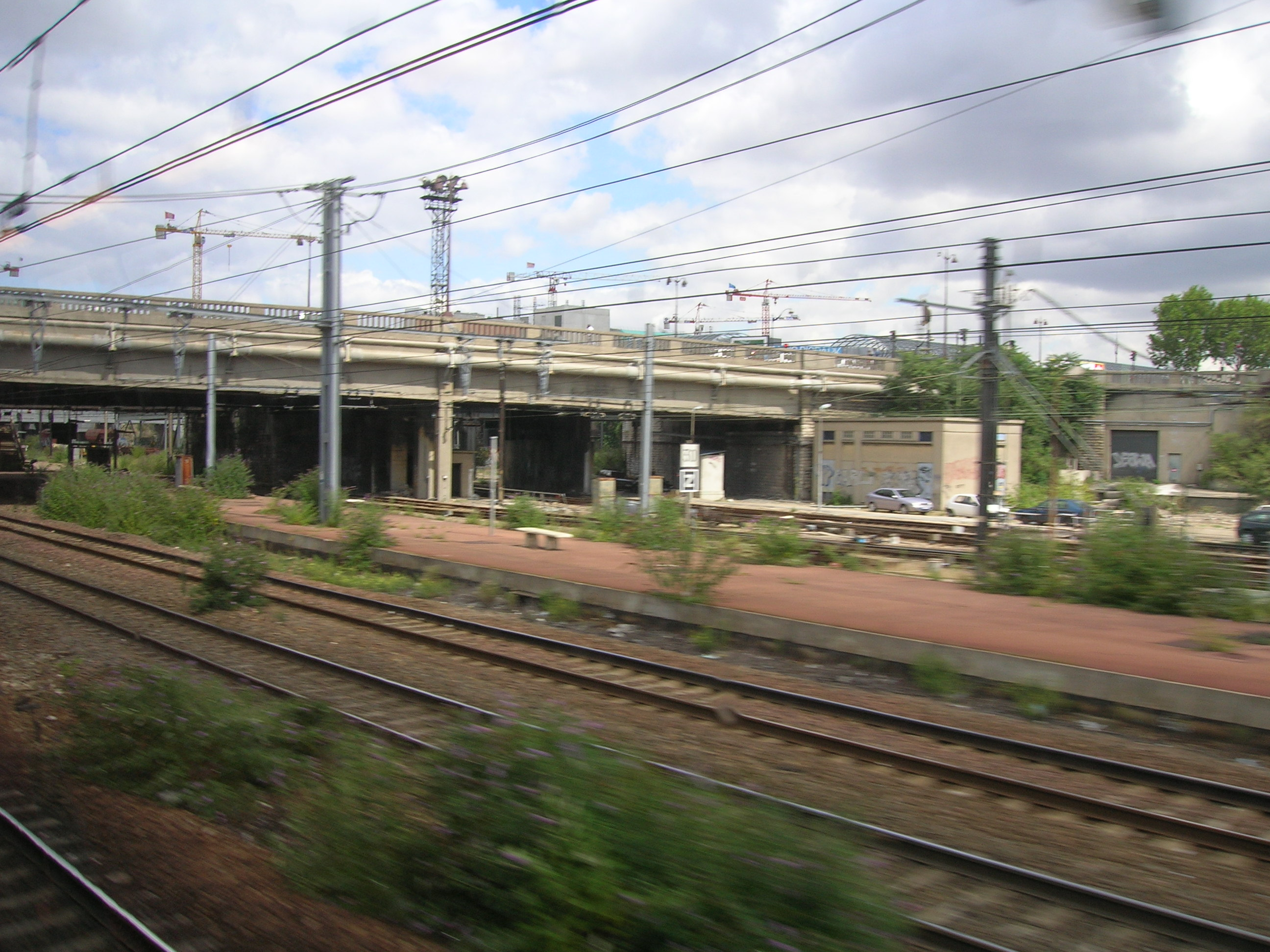
Quais, 2006.
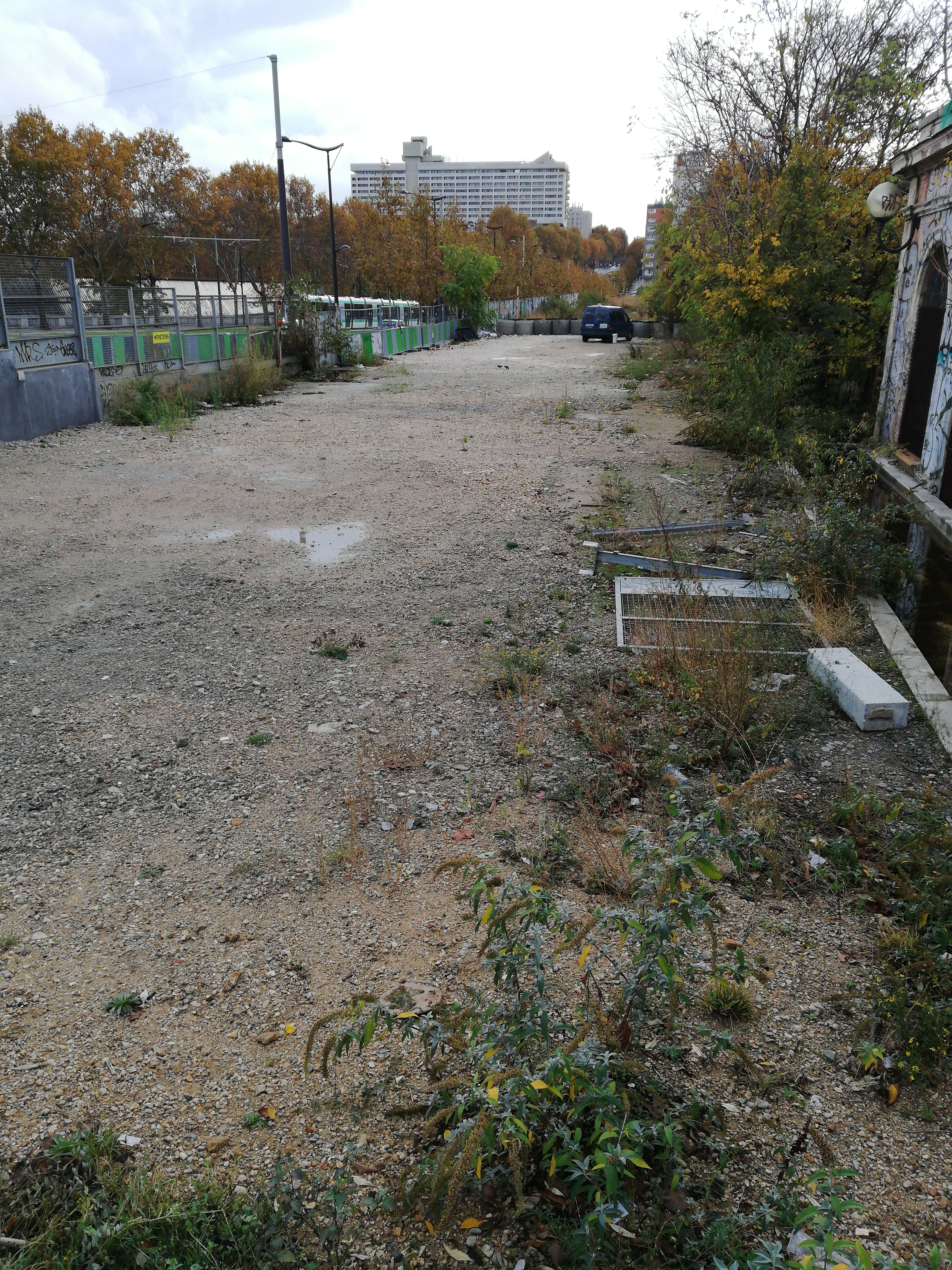
Quais, 2018.
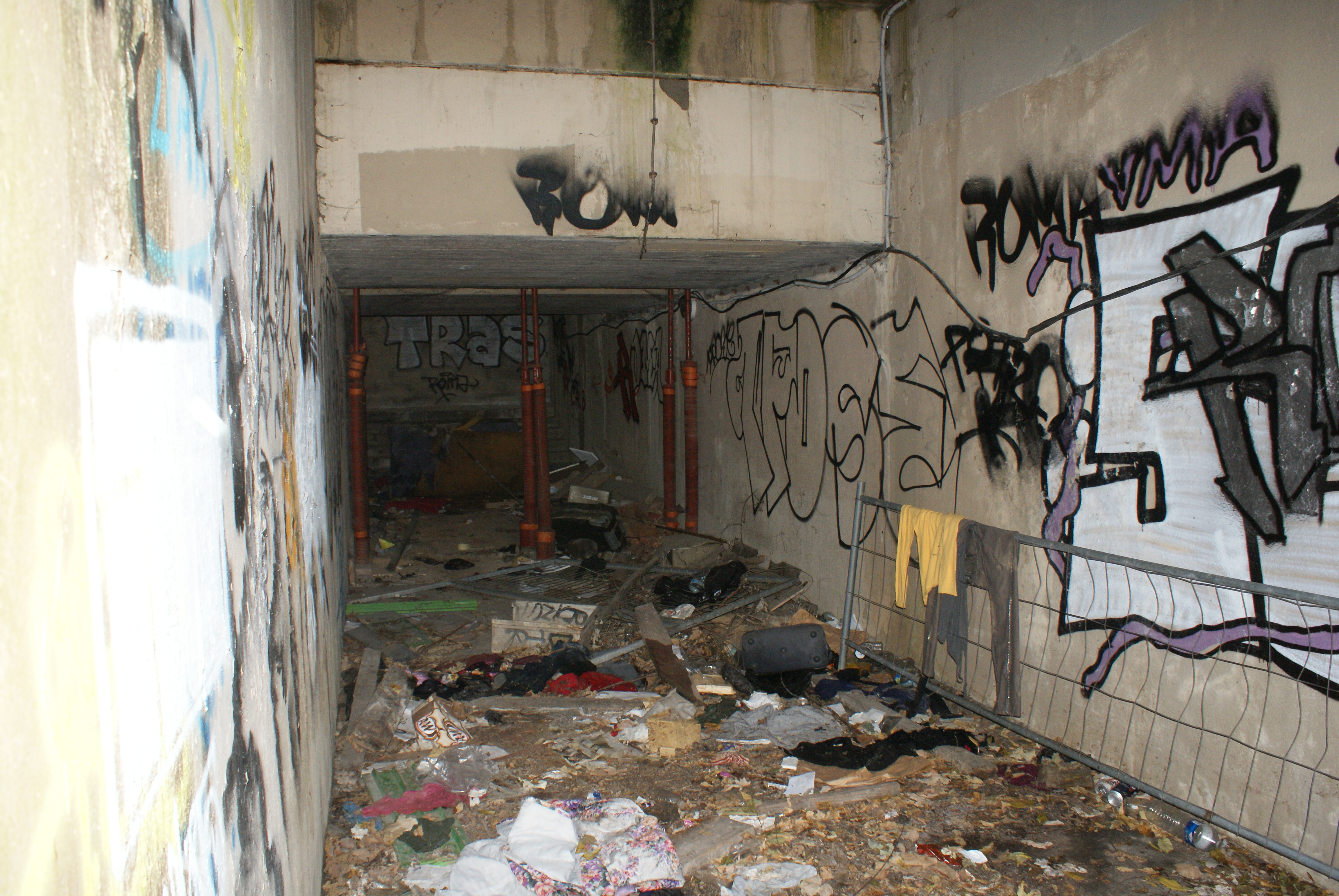
Souterrain en impasse, 2018.

## La gare au cinéma
La passerelle piétonne (détruite en 2004) de la gare du boulevard Masséna, surplombant le fuseau de la gare d'Austerlitz, a servi de décor à une scène du film Le Samouraï en 1967.
La gare apparaît dans une scène du film Duelle, sorti en 1976, de Jacques Rivette.